# Asilus mellipes
Asilus mellipes är en tvåvingeart som beskrevs av Christian Rudolph Wilhelm Wiedemann 1828. Asilus mellipes ingår i släktet Asilus och familjen rovflugor. Inga underarter finns listade i Catalogue of Life.